# Randi Thorvaldsen
Randi Thorvaldsen (verheiratete Thorvaldsen Nesdal; * 4. März 1925 in Fiskum, Øvre Eiker; † 10. Februar 2011 in Hønefoss) war eine norwegische Eisschnellläuferin. Ende der 1940er- und Anfang der 1950er-Jahre gehörte sie zur internationalen Spitze und stand 1951 sowie 1952 auf dem Podest der Mehrkampfweltmeisterschaft.

## Werdegang
Thorvaldsen wuchs in der Ortschaft Ask auf und fuhr in ihrer Jugend sowohl auf Skiern als auch auf Schlittschuhen (auf dem zugefrorenen Tyrifjord). In Hønefoss schloss sie sich einer Eisschnelllaufgruppe an und trainierte beim IF Liv. Bei der ersten norwegischen Meisterschaft nach dem Zweiten Weltkrieg im Februar 1946 setzte sie sich gegen neun Konkurrentinnen durch und gewann ihren ersten von insgesamt neun nationalen Meistertiteln im Vierkampf. Bis 1954 war sie jedes Jahr die beste norwegische Eisschnellläuferin und gewann in dieser Zeit 34 von 36 Teilstrecken bei den norwegischen Titelkämpfen. 
Auch auf internationaler Ebene präsentierte sich Thorvaldsen als stärkste Athletin ihres Landes: Bei der Mehrkampf-WM 1947 in Drammen lief sie auf den ersten drei Distanzen (500 m, 3000 m und 1000 m) jeweils die zweitbeste Zeit hinter der Finnin Verné Lesche, zog sich aber im 1000-Meter-Rennen eine Verletzung zu, wegen der sie nicht zum abschließenden 5000-Meter-Lauf antreten konnte und sich daher nicht im Endergebnis platzierte. In den folgenden Jahren bestimmten die sowjetischen Läuferinnen die Weltmeisterschaften mit Mehrfachsiegen. Neben der Finnin Eevi Huttunen erzielte Thorvaldsen die besten Ergebnisse unter den nicht für die Sowjetunion startenden Sportlerinnen: 1948 und 1949 wurde sie Vierte, 1950 in Moskau Neunte hinter acht sowjetischen Athletinnen um Marija Issakowa und Rimma Schukowa. Am 25. Februar 1950 stellte Thorvaldsen im Rahmen der norwegischen Meisterschaft in Gjøvik einen Weltrekord über 1500 Meter auf. Sie verbesserte die 13 Jahre alte Bestmarke ihrer Landsfrau Laila Schou Nilsen um sechs Zehntelsekunden auf 2:37,5 Minuten. Diese Zeit wurde bereits drei Wochen später von Rimma Schukowa um eine knappe Sekunde unterboten.
Zur Weltmeisterschaft 1951 im schwedischen Eskilstuna reiste das Team aus der Sowjetunion nicht an. Thorvaldsen gewann das Auftaktrennen über 500 Meter vor Eevi Huttunen, die im Gegenzug die drei folgenden Strecken am schnellsten bestritt – jeweils mit Thorvaldsen auf Platz zwei – und sich den Mehrkampftitel holte. Eine zweite WM-Medaille gewann die Norwegerin 1952 in Kokkola, als sie hinter Lidija Selichowa und Marija Anikanowa Bronze gewann. Bei ihren letzten beiden WM-Auftritten 1953 und 1954 wurde sie jeweils Sechste. Sie beendete ihre Laufbahn nach dem Winter 1954 im Alter von 29 Jahren und erklärte ihren Rücktritt später mit zunehmenden Motivationsschwierigkeiten und damit, dass sie während der langen Reisezeiten ihr Zuhause vermisst habe. Bis Sigrid Sundbys Bronzemedaille 1970 blieb Thorvaldsen die letzte norwegische WM-Medaillengewinnerin. Sundby stellte 1973 auch Thorvaldsens Rekord von neun gewonnenen norwegischen Mehrkampfmeisterschaften ein.
Nach ihrer aktiven Karriere arbeitete Thorvaldsen einige Jahre als Eisschnelllauftrainerin und blieb dem Sport auch als Mitarbeiterin beim Buskerud Skøytekrets verbunden. Sie gründete in Hønefoss eine Familie und verstarb dort im Alter von 85 Jahren am 10. Februar 2011.

## Ergebnisse bei Mehrkampf-Weltmeisterschaften
Von 1947 bis 1954 nahm Randi Thorvaldsen an acht Mehrkampf-Weltmeisterschaften teil und gewann dabei eine Silber- und eine Bronzemedaille. Die folgende Tabelle zeigt ihre Zeiten – und in Klammern jeweils dahinter ihre Platzierungen – auf den vier gelaufenen Einzelstrecken sowie die sich daraus errechnende Gesamtpunktzahl nach dem Samalog und die Endplatzierung. Die Anordnung der Distanzen entspricht ihrer Reihenfolge im Programm der Mehrkampf-WM zur aktiven Zeit Thorvaldsens.
| Mehrkampf-WM | Mehrkampf-WM | 500 m (in Sekunden) | 3000 m (in Minuten) | 1000 m (in Minuten) | 5000 m (in Minuten) | Punkte  | Platz |
| Jahr         | Ort          | 500 m (in Sekunden) | 3000 m (in Minuten) | 1000 m (in Minuten) | 5000 m (in Minuten) | Punkte  | Platz |
| 1947         | Drammen      | 53,3 (2)            | 6:07,8 (2)          | 1:58,3 0(2)         | DNS                 | 173,750 | NC    |
| 1948         | Turku        | 51,4 (4)            | 5:55,3 (7)          | 1:45,5 0(3)         | 10:07,8 0(6)        | 224,146 | 4.    |
| 1949         | Kongsberg    | 49,5 (4)            | 5:38,0 (5)          | 1:44,3 0(5)         | 09:46,8 0(5)        | 216,663 | 4.    |
| 1950         | Moskau       | 50,4 (3)            | 5:47,6 (6)          | 1:55,0 (10)         | 12:35,4 (12)        | 241,373 | 9.    |
| 1951         | Eskilstuna   | 49,4 (1)            | 5:56,0 (2)          | 1:42,6 0(2)         | 09:54,8 0(2)        | 219,513 | 2.    |
| 1952         | Kokkola      | 50,8 (3)            | 5:50,5 (5)          | 1:44,5 0(3)         | 09:50,4 0(6)        | 220,506 | 3.    |
| 1953         | Lillehammer  | 49,6 (7)            | 5:38,2 (6)          | 1:41,5 0(7)         | 09:35,6 0(8)        | 214,277 | 6.    |
| 1954         | Östersund    | 49,2 (5)            | 5:34,7 (5)          | 1:43,5 0(7)         | 09:36,5 0(5)        | 214,383 | 6.    |

## Persönliche Bestzeiten
Thorvaldsen stellte vier ihrer persönlichen Rekorde bei den Norwegischen Meisterschaften 1952 auf.
| Distanz | Zeit       | Datum            | Ort         |
| ------- | ---------- | ---------------- | ----------- |
| 500 m   | 48,0 s     | 2. Februar 1952  | Trondheim   |
| 1000 m  | 1:39,7 min | 3. Februar 1952  | Trondheim   |
| 1500 m  | 2:32,4 min | 2. Februar 1952  | Trondheim   |
| 3000 m  | 5:33,8 min | 3. Februar 1952  | Trondheim   |
| 5000 m  | 9:35,6 min | 22. Februar 1953 | Lillehammer |